# Oscar W. Firkins
Oscar W. Firkins (1864-1932) fue un ensayista, crítico literario, dramaturgo y biógrafo estadounidense, profesor en la Universidad de Minnesota.
Fue autor de obras como Ralph Waldo Emerson (Houghton Mifflin Company, 1915), Jane Austen (Henry Holt and Company, 1920), William Dean Howells: A Study (Harvard University Press, 1924), Cyrus Northrop: A Memoir (The University of Minnesota Press, 1925), Two Passengers for Chelsea and Other Plays (Longmans, Green & Co., 1928), The Bride of Quietness, and Other Plays (The University of Minnesota Press, 1932), The Revealing Moment and Other Plays (The University of Minnesota Press, 1932), o la póstuma Selected Essays (1933), entre otras.